# Lars Gullbransson

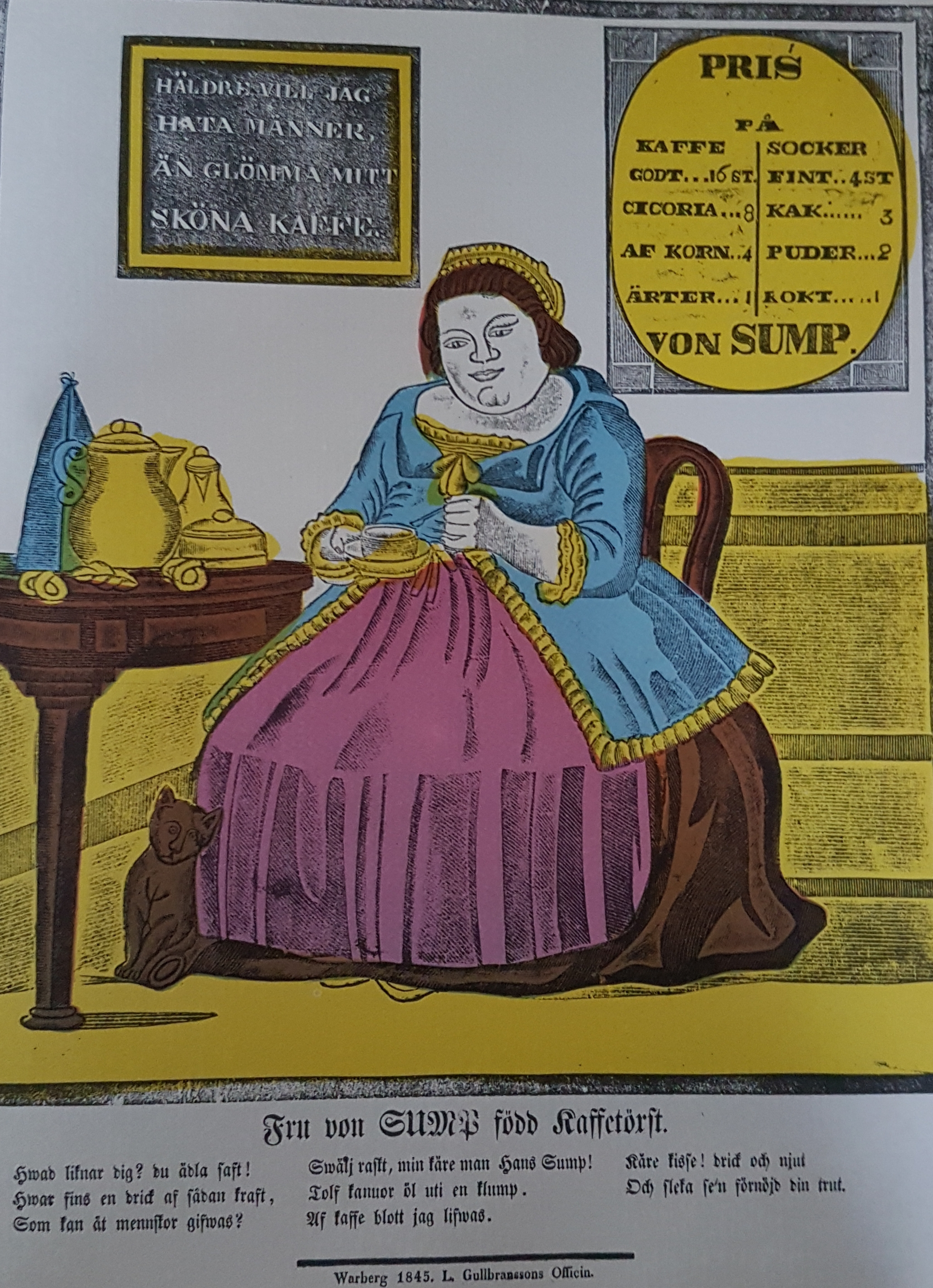
Kistbrev utfört av Lars Gullbransson som ingår i Nordiska museets samling

Lars Gullbransson, född 16 september 1798 i Varberg, död 8 maj 1867 i Varberg, var en svensk skolkollega och träsnittare.
Han var son till rådmannen i Varberg. Gullbransson utförde ett stort antal, kistbrev och kom under sina sist levnadsår även arbeta med litografi. Han utgav en ABC-bok 1842 som var illustrerad med flera träsnitt. Hans största arbete var Mammalia, eller däggande djur, ritade, xylographierade som utgavs 1845 som förutom några sidor text innehåller 107 planscher med avbildningar av djur i träsnitt, dessutom utgav han ett häfte med Reductions tabeller 1851.